# Landewednack
Landewednack är en ort och civil parish i Storbritannien.   Den ligger i grevskapet Cornwall och riksdelen England, i den södra delen av landet, 400 km väster om huvudstaden London. Landewednack ligger 74 meter över havet och antalet invånare är 967.
Terrängen runt Landewednack är platt. Havet är nära Landewednack åt sydost.  Närmaste större samhälle är Porthleven, 15,4 km nordväst om Landewednack. 